# Primera División 1961 (Argentinië)
In 1961 werd het 31ste profseizoen gespeeld van de Primera División, de hoogste voetbaldivisie van Argentinië. Racing Club werd kampioen. 

## Eindstand
| Plaats | Club                        | Wed. | W  | G  | V  | Saldo | Ptn. |
| ------ | --------------------------- | ---- | -- | -- | -- | ----- | ---- |
| 01.    | Racing Club                 | 30   | 19 | 9  | 2  | 68:39 | 47   |
| 02.    | CA San Lorenzo de Almagro   | 30   | 16 | 8  | 6  | 56:35 | 40   |
| 03.    | CA River Plate              | 30   | 15 | 8  | 7  | 53:30 | 38   |
| 04.    | CA Atlanta                  | 30   | 13 | 11 | 6  | 49:34 | 37   |
| 05.    | CA Boca Juniors             | 30   | 14 | 7  | 9  | 57:33 | 35   |
| 06.    | CA Independiente            | 30   | 12 | 9  | 9  | 46:40 | 33   |
| 07.    | CA Vélez Sársfield          | 30   | 10 | 11 | 9  | 43:38 | 31   |
| 08.    | Chacarita Juniors           | 30   | 12 | 7  | 11 | 49:53 | 31   |
| 09.    | Gimnasia y Esgrima La Plata | 30   | 12 | 4  | 14 | 56:53 | 28   |
| 10.    | CA Huracán                  | 30   | 7  | 11 | 12 | 43:51 | 25   |
| 11.    | Argentinos Juniors          | 30   | 10 | 4  | 16 | 42:56 | 24   |
| 12.    | CA Lanús                    | 30   | 7  | 10 | 13 | 36:59 | 24   |
| 13.    | CA Rosario Central          | 30   | 7  | 9  | 14 | 54:69 | 23   |
| 14.    | Estudiantes de La Plata     | 30   | 4  | 14 | 12 | 29:47 | 22   |
| 15.    | Ferro Carril Oeste          | 30   | 8  | 5  | 17 | 38:55 | 21   |
| 16.    | CA Los Andes (P)            | 30   | 10 | 1  | 19 | 38:65 | 21   |

|     | Kampioen    |
| (P) | Promovendus |

### Degradatietabel
De club met het slechtste gemiddelde degradeerde. 
| Pos | Club                      | 1959  | 1960 | 1961 | Totaal | Gemiddelde |
| --- | ------------------------- | ----- | ---- | ---- | ------ | ---------- |
| 1º  | Racing Club de Avellaneda | 40,67 | 38   | 37   | 47     | 122        |
| 2º  | San Lorenzo               | 40,33 | 45   | 36   | 40     | 121        |
| 3º  | River Plate               | 36,33 | 32   | 39   | 38     | 109        |
| 4º  | Independiente             | 35,67 | 33   | 41   | 33     | 107        |
| 5º  | Boca Juniors              | 34,00 | 30   | 37   | 35     | 102        |
| 6º  | Atlanta                   | 32,00 | 32   | 27   | 37     | 97         |
| 7º  | Vélez Sarsfield           | 30,00 | 26   | 33   | 31     | 90         |
| 8º  | Chacarita Juniors         | 29,50 | -    | 28   | 31     | 57         |
| 9º  | Argentinos Juniors        | 29,33 | 25   | 39   | 34     | 98         |
| 10º | Huracán                   | 27,67 | 30   | 28   | 25     | 83         |
| 11º | Gimnasia La Plata         | 26,00 | 25   | 25   | 28     | 78         |
| 12º | Rosario Central           | 25,00 | 23   | 29   | 23     | 75         |
| 13º | Estudiantes               | 24,33 | 28   | 23   | 22     | 73         |
| 14º | Ferro Carril Oeste        | 24,33 | 33   | 19   | 21     | 73         |
| 15º | Lanús                     | 24,00 | 27   | 21   | 24     | 72         |
| 16º | Los Andes                 | 21,00 | -    | -    | 21     | 21         |

|  | Degradatie |

## Topscorers
| Speler              | Speler              | Goals | Team              |
| ------------------- | ------------------- | ----- | ----------------- |
| Vlag van Argentinië | José Sanfilippo     | 26    | San Lorenzo       |
| Vlag van Argentinië | Luis Artime         | 25    | Atlanta           |
| Vlag van Brazilië   | Paulo Valentim      | 24    | Boca Juniors      |
| Vlag van Argentinië | Diego Bayo          | 19    | Gimnasia La Plata |
| Vlag van Argentinië | Juan Carlos Lallana | 16    | Lanús             |